# Eastriggs
Eastriggs is een plaats in het Schotse bestuurlijk gebied Dumfries and Galloway en telt 17770 inwoners. De plaats ligt tussen Annan en Gretna, niet ver van de Solway Firth, die de grens met Engeland vormt. Het dorp ligt aan de B721, die het dorp verbindt met de A75 naar Gretna en Dumfries. Door het dorp loopt een spoorlijn, de Glasgow South Western Line, maar het station is gesloten sinds 1963. 

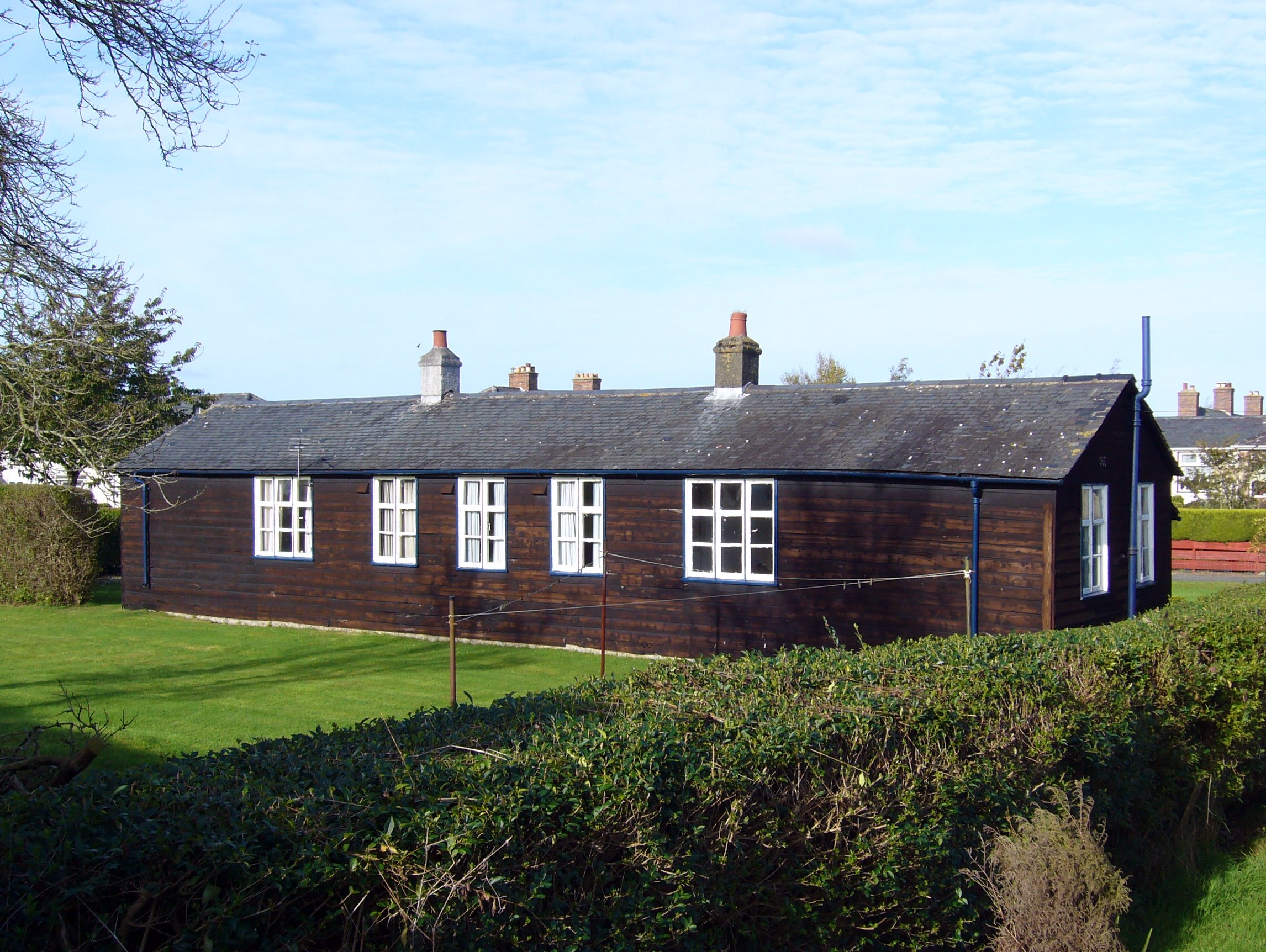
Houten huis in Eastriggs
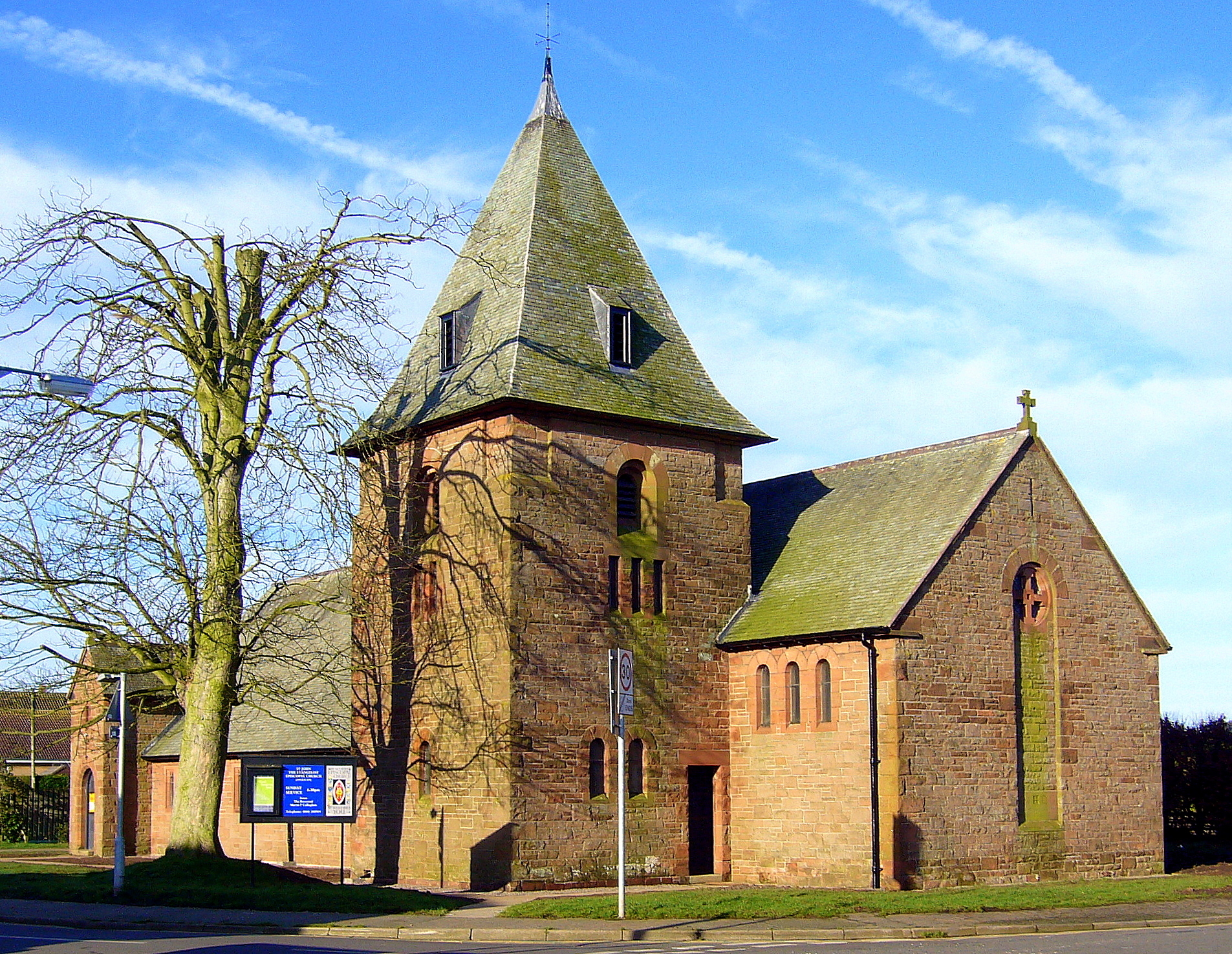
Kerk van St. Johannes de evangelist